# Idruro di sodio
L'idruro di sodio è un composto chimico cristallino con formula NaH. È infiammabile ed instabile all'aria. Reagisce violentemente con l'acqua secondo la reazione 
{\displaystyle {\ce {NaH + H2O -> NaOH + H2}}}
generando idrogeno altamente infiammabile ed esplosivo in miscela con l'aria.
L'uso principale dell'idruro di sodio sfrutta la qualità di base forte applicata alla sintesi organica. NaH è un principale rappresentante degli idruri salini, caratterizzati da legame ionico, che hanno proprietà chimico-fisiche e reattività differenti rispetto agli idruri covalenti tipo borano, metano, ammoniaca ed acqua.
NaH viene prodotto per reazione diretta, sfruttante l'elevata elettropositività del sodio, tra idrogeno e sodio fuso. L'idruro di sodio cristallizza, come tutti gli idruri dei metalli alcalini, nel sistema cubico a facce centrate con ogni ione Na+ circondato da sei H-. Il composto puro è incolore, tende ad assumere colorazione grigia.
L'idruro di sodio viene comunemente commercializzato sotto forma di sospensione in olio minerale al 60% in peso, stato fisico che ne permette di preservare la stabilità. Le reazioni implicanti l'utilizzo di NaH vengono condotte in atmosfera inerte, ad esempio in atmosfera d'azoto.

## Utilizzo in sintesi organica
NaH è una base molto versatile ed utile in sintesi organica. È capace di deprotonare un'ampia gamma di acidi di Brønsted, anche deboli, dando i corrispondenti sodio derivati. Tipici substrati che reagiscono facilmente contengono legami -OH, -NH ed -SH, come ad esempio gli alcoli e fenoli, ammine, ammidi e pirazoli, i tioli.
L'idruro di sodio viene impiegato per deprotonare composti 1,3-dicarbonilici come gli esteri malonici. Il relativo sodio-derivato può essere successivamente alchilato tramite reazione con un alogenuro alchilico, ad esempio (il carbonio legato al Na porta infatti una carica negativa). NaH viene anche utilizzato per promuovere reazioni di condensazione tra composti carbonilici attraverso la condensazione di Dieckmann, la condensazione di Stobbe, la condensazione di Darzens e la condensazione di Claisen. È utilizzato anche per produrre ligandi metallorganici.
L'idruro di sodio riduce legami Si-Si dei disilani e legami S-S dei disolfuri.